# كولن بلاكشير
كولن بلاكشير (بالإنجليزية: Colin Blackshear)‏ هو مخرج أمريكي، ولد في 6 ديسمبر 1979.

## وصلات خارجية
- كولن بلاكشير على موقع IMDb (الإنجليزية)
- كولن بلاكشير على موقع كينوبويسك (الروسية)